# Ce train qui s’en va
Ce train qui s’en va — дебютный студийный альбом французской актрисы и певицы Элен Ролле. Записан в течение двух лет (1987—1989 года) и выпущен в 1989 году во Франции на лейбле AB Disques. Было продано более 100 тыс. экземпляров альбома.

## Список композиций
| №  | Оригинальное название песни | Название песни по-русски  | Продолжительность |
| -- | --------------------------- | ------------------------- | ----------------- |
| 1  | Ce train qui s’en va        | Тот поезд, который уходит | 3:50              |
| 2  | Pretty baby                 | Симпатичный ребёнок       | 3:07              |
| 3  | Si pressés                  | Если спешить              | 3:53              |
| 4  | Toute seule au monde        | Совсем одна в мире        | 3:11              |
| 5  | Sarah                       | Сара                      | 3:26              |
| 6  | Jimmy Jimmy                 | Джимми, Джимми            | 4:01              |
| 7  | Dans ses grands yeux verts  | В больших зелёных глазах  | 2:54              |
| 8  | Copain copain               | Друг, друг                | 3:45              |
| 9  | Entre tes bras              | Между твоими руками       | 3:40              |
| 10 | Est-ce qu’un garçon         | Тем, что парень           | 3:32              |